# Grigore Callimachi
Grigore Callimachi (n. 1735 – d. 9 septembrie 1769, Constantinopol, Imperiul Otoman) a fost domn al Moldovei în două rânduri: 11 iunie 1761 - 29 martie 1764 și 3 februarie 1767 - 14 iunie 1769.

## Domnii
A fost fiul lui Ioan Teodor Callimachi și fratele lui Alexandru Callimachi. Ca domn a reușit să reducă niște dări. Din porunca sa, logofătul Gheorgachi a scris „Condica obiceiurilor curții Moldovei” în 1762.
În acea vreme, rușii trimiteau emisari să revolte populația din Țările Române, însă Grigore a reușit să-l ucidă pe unul dintre ei, iar pe celălalt să-l aresteze. Izbucnind războiul din 1769, el s-a plâns la turci că nu are bani să strângă armată, iar aceștia i-au trimis câteva sute de pungi. Grigore se folosește de acești bani ca să-și plătească o parte din datoriile acumulate, dar uită să plătească soldații, care dezertează la ruși. Turcii cred că Grigore s-a înțeles cu rușii și îl duc la Constantinopol, unde îl decapitează la 9 septembrie 1769 și expun în public capul tăiat. 